# گمینا ویلونگ
گمینا ویلونگ (به لهستانی:  Gmina Wieluń) یک گمینا در لهستان است که در شهرستان ویلون واقع شده‌است. گمینا ویلونگ ۱۳۱٫۲ کیلومتر مربع مساحت و ۳۲٬۸۸۲ نفر جمعیت دارد.